# Chalepus sanguinicollis
Chalepus sanguinicollis is een keversoort uit de familie bladkevers (Chrysomelidae). De wetenschappelijke naam van de soort werd in 1771 gepubliceerd door Linnaeus.